# فاغرات
الفاغرات هي فصيلة صغيرة من السحالي المتوطنة في أمريكا الشمالية فقط لكنها كانت أكثر انتشارًا في الماضي القديم.